# Hildegard von Spitzemberg
La baronne Hildegard von Spitzemberg (née le 20 janvier 1843 à Hemmingen et décédée le 30 janvier 1914 à Berlin) est une salonnière berlinoise du temps de Bismarck et de Guillaume II.

## Biographie
Hildegard est la fille de l'homme d'État du royaume de Wurtemberg Karl von Värnbüler (de) et de sa femme Henriette, née von Süßkind (de). Elle est également la sœur du diplomate Axel Varnbüler von und zu Hemmingen. Bien que protestante, elle se marie le 18 septembre 1864 au diplomate catholique Carl von Spitzemberg (de), fils du fonctionnaire de cour, le baron Franz Xaver von Spitzemberg (de). Il accède ensuite à un poste à Berlin auprès de la cour prussienne.
Elle est particulièrement intéressée par la vie publique et son déroulement, tout en se montrant parfois critique.  Elle ouvre un salon politique et littéraire et le tient jusqu'à sa mort. S'y réunit toute l'élite politique du royaume de Prusse, puis après 1871 de l'empire allemand. Elle est également proche de la princesse Radziwill, née Castellane, qui tient un salon politique et diplomatique à Berlin.
Elle meurt le 30 janvier 1914 à Berlin. Elle est inhumée à Stuttgart.

## Famille

### Mariage et descendance
De son mariage avec le baron Carl von Spitzemberg naissent trois enfants :
- Carl baron von Spitzemberg (1865–1868)
- Lothar baron Hugo von Spitzemberg (de) (1868–1930), qui sera administrateur de l'arrondissement de Wernigerode (de) et chambellan de l'impératrice Auguste Victoria
- Johanna baronne von Spitzemberg (1877–1960), mariée en 1902 au diplomate Hans von Wangenheim et ancienne maîtresse du duc Ernest-Gonthier de Schleswig-Holstein.

### Parents célèbres
Le frère d'Hildegard von Spitzemberg est Axel von Varnbüler, qui est le représentant du Wurtemberg de 1894 à 1918 au Bundesrat de Berlin et proche de l'empereur Guillaume II. Il est également proche de Philipp zu Eulenburg et fait partie de la « Liebenberger Tafelrunde ».
Elle est également la « grande-tante » du résistant Caesar von Hofacker.

## Vie publique

### Amitié avec Bismarck

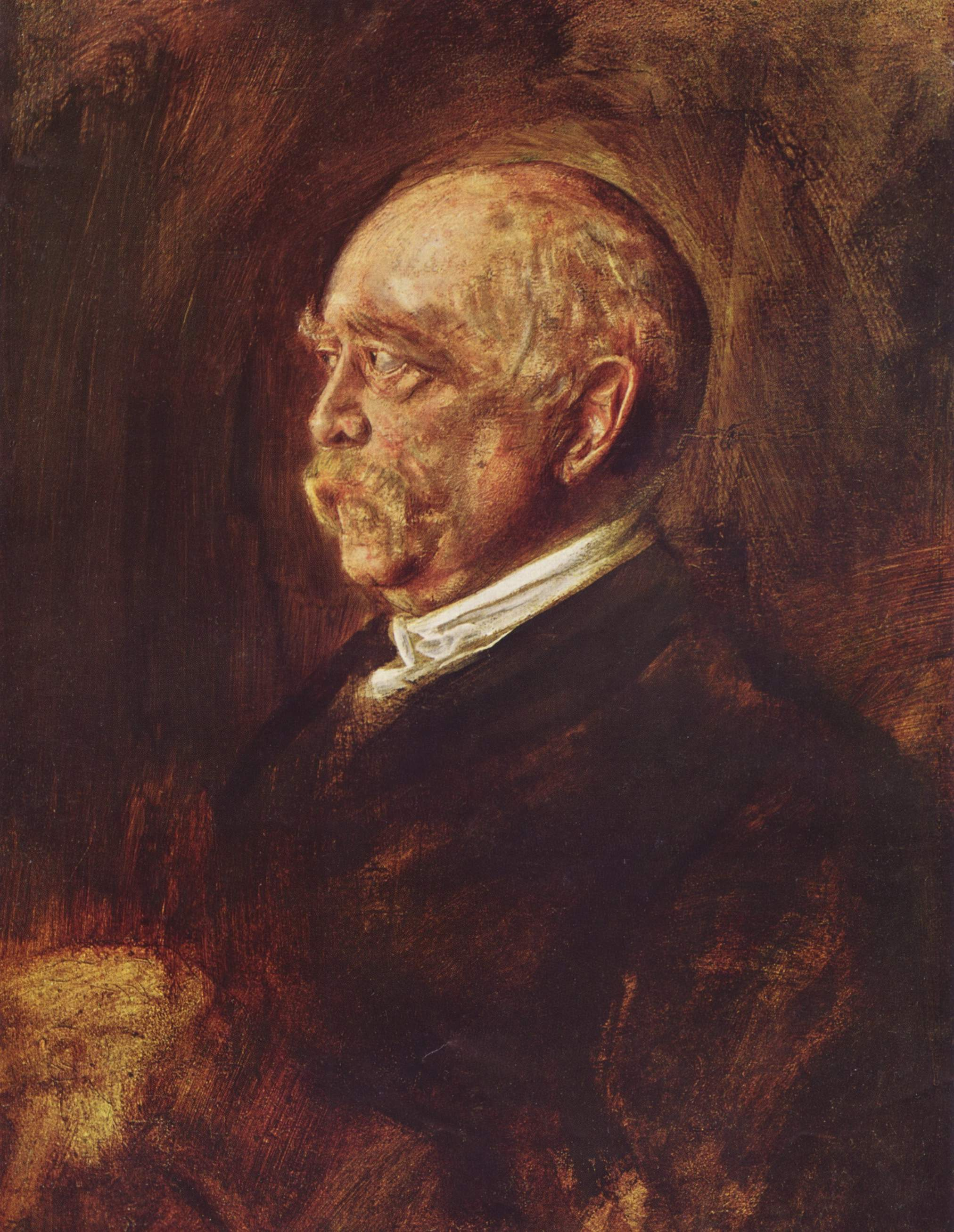
Otto von Bismarck, portrait de Franz von Lenbach, aux alentours de 1889

Alors qu'elle est une opposante farouche de la Prusse jusqu'en 1866, la victoire de cette dernière lors de la guerre austro-prussienne la transforme en partisane de l'unification allemande et d'Otto von Bismarck.
À partir du début des années 1870, « Higa » devient une confidente du chancelier au même titre que sa femme Johanna. Leur contact deviennent beaucoup moins fréquents après le retrait du chancelier en 1890. Les avis sont partagés quant aux causes de cette prise de distance, d'aucuns comme la principale intéressée pensent que l'ancien chancelier en se réfugiant à Friedrichsruh a perdu l'envie de garder le contact avec ses anciens amis, alors que d'autres comme Bülow pensent qu'Hildegard est rapidement passée à autre chose et a rapidement soutenu le nouveau chancelier Caprivi,. Ce qui est certain, c'est qu'elle devient de plus en plus critique vis-à-vis de l'ancien chancelier avec le temps. Elle le décrit comme « brutal », « autoritaire », « pécheur »...

### À la cour impériale
Elle est également proche de l'empereur Guillaume Ier et de l'impératrice. En 1880, le mari d'Hildegard venant de mourir, l'impératrice vient lui présenter en personne et à son domicile ses condoléances... Devenue veuve, elle obtient le titre d'excellence.

### Liaisons
En 1896, la fille de Hildegard a une liaison avec le duc Ernest-Gonthier de Schleswig-Holstein, frère de l'impératrice, ce qui fait un tollé à la cour. Le duc veut épouser la baronne, mais se voit opposer un refus de la part du couple impérial. L'oncle de Johanna, Axel von Varnbüler est également opposé au projet.

## Salon

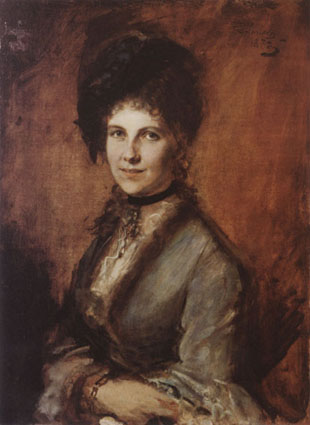
Marie von Schleinitz, autre salonnière berlinoise, peinte par Franz von Lenbach en 1872

Après la mort de son mari en 1880, Hildegard von Spitzemberg, alors âgée de 37 ans joue un rôle majeur dans la vie de cour berlinoise. Elle critique notamment vivement la période dite du « Régime personnel » du nouvel empereur Guillaume II et s'oppose à la nouvelle politique du Kaiser incarnée par Caprivi. Elle reçoit dans son salon tout d'abord, en 1870, dans la Potsdamer Straße puis dans la Magdeburger Straße. Ce salon contribue à la légende de Bismarck qui a émergé surtout après son départ de la chancelerie en 1890. Il est réservé à l'élite conservatrice et nationaliste. Il a une grande influence dans la société et les jeunes diplomates viennent souvent y prendre le poul de la société berlinoise et également rendre hommage à l'ancien chancelier. Sa principale rivale est Marie von Schleinitz, qui tient un autre salon influent à Berlin. Une autre salonnière influente de la capitale est Anna von Helmholtz qui est en bons termes avec la baronne von Spitzemberg. La princesse Radziwill tient quant à elle un salon diplomatique et politique plus libéral que celui de la baronne.

### Habitués célèbres du salon

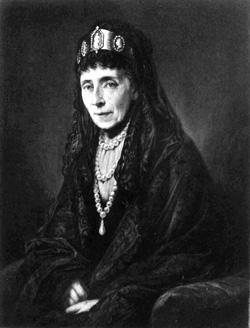
L'impératrice Augusta, peinture de Bernhard Plockhorst en 1888

| - Franz von Arenberg - Prince Auguste de Wurtemberg - George Bancroft - Nikolaus von Below-Saleske (de) - Theobald von Bethmann Hollweg - Karl Heinrich von Boetticher - Prince Bernhard von Bülow - Leo von Caprivi - Rudolph von Delbrück - Hermann von Erffa - Adolf von Harnack - Ferdinand von Harrach - Anna von Helmholtz - Friedrich von Holstein | - Wilhelm von Kardorff (de) - Gustav von Kessel - Alfred von Kiderlen-Waechter - Richard von Kühlmann - Moritz Lazarus - Helene von Lebbin (de) - Hugo von Lerchenfeld-Köfering (de) - Prince Karl Max von Lichnowsky - Baron Adolf Marschall von Bieberstein - Albert von Metzler (de) - Johannes von Miquel - Wilhelm von Mirbach - Hermann von Mittnacht - Alfons Mumm von Schwarzenstein (de) | - Konstantin von Neurath - Friedrich Pourtalès (de) - Joseph Maria von Radowitz - Walter Robert-Tornow - Carl Georg Schillings (de) - Kurd von Schlözer (de) - Paul von Schwabach (de) - Max von Thielmann - August von Trott zu Solz - Baron Axel von Varnbüler - Hans von Wangenheim - Ludwig Windthorst - Comte Robert von Zedlitz-Trützschler - Ferdinand von Zeppelin - Arthur Zimmermann |

## Journal intime
La baronne est surtout connue pour son journal intime. Écrit tout au long de sa vie, c'est une source d'information précieuse et critique sur la vie de l'élite de l'Empire allemand et sur la politique qui y est menée. Il apporte un commentaire, une impression aux faits historiques tels qu'ils sont décrits par les actes officiels. Les origines de la baronne donnent à son journal une certaine retenue et un style très soutenu. Une autre explication à ceci vient du fait qu'elle compte laisser son ouvrage à la postérité. Il est publié en 1960, année de la mort de la fille de l'auteur, par l'historien Rudolf Vierhaus. Seuls des extraits ont été publiés, on peut donc supposer que d'autres parties se trouvent dans des archives publiques ou privées.
Les aristocrates, fonctionnaires, politiques et officiers qui comptent parmi les habitués, représentent un panorama de la haute société de l'époque de l'Empire allemand, allant de la formation du Reich en 1871 à la Première Guerre mondiale en 1914.